# 鲁纳乡
鲁纳乡，是中华人民共和国云南省曲靖市会泽县下辖的一个乡镇级行政单位。

## 行政区划
鲁纳乡下辖以下地区：
新营村、窝坡村、哈克村、银厂村、白坡村、朝阳村、陡咀村、狮子村、鲁纳村、座舍村和雨沐村。